# 9767 Midsomer Norton
9767 Midsomer Norton este un asteroid care intersectează orbita planetei Marte.

## Descriere
9767 Midsomer Norton este un asteroid care intersectează orbita planetei Marte. El prezintă o orbită caracterizată de o semiaxă mare de 3,38 ua, o excentricitate de 0,57 și o înclinație de 21,5° în raport cu ecliptica.